# Сен-Мишель (Верхняя Гаронна)
Сен-Мише́ль (фр. Saint-Michel, окс. Sent Miquèu) — коммуна во Франции, находится в регионе Юг — Пиренеи. Департамент — Верхняя Гаронна. Входит в состав кантона Казер. Округ коммуны — Мюре.
Код INSEE коммуны — 31505.

## География
Коммуна расположена приблизительно в 640 км к югу от Парижа, в 60 км к юго-западу от Тулузы.

## Климат
Климат умеренно-океанический. Зима мягкая и снежная, весна характеризуется сильными дождями и грозами, лето сухое и жаркое, осень солнечная. Преобладают сильные юго-восточные и северо-западные ветры.

## Население
Население коммуны на 2010 год составляло 330 человек.
| 1962 | 1968 | 1975 | 1982 | 1990 | 1999 | 2010 |
| ---- | ---- | ---- | ---- | ---- | ---- | ---- |
| 240  | 190  | 199  | 169  | 183  | 231  | 330  |

## Экономика
В 2010 году среди 206 человек трудоспособного возраста (15—64 лет) 146 были экономически активными, 60 — неактивными (показатель активности — 70,9 %, в 1999 году было 71,9 %). Из 146 активных жителей работали 127 человек (76 мужчин и 51 женщина), безработных было 19 (7 мужчин и 12 женщин). Среди 60 неактивных 20 человек были учениками или студентами, 22 — пенсионерами, 18 были неактивными по другим причинам.

## Достопримечательности
- Замок Сен-Мишель (XVIII век). Исторический памятник с 2002 года[4]

## Фотогалерея

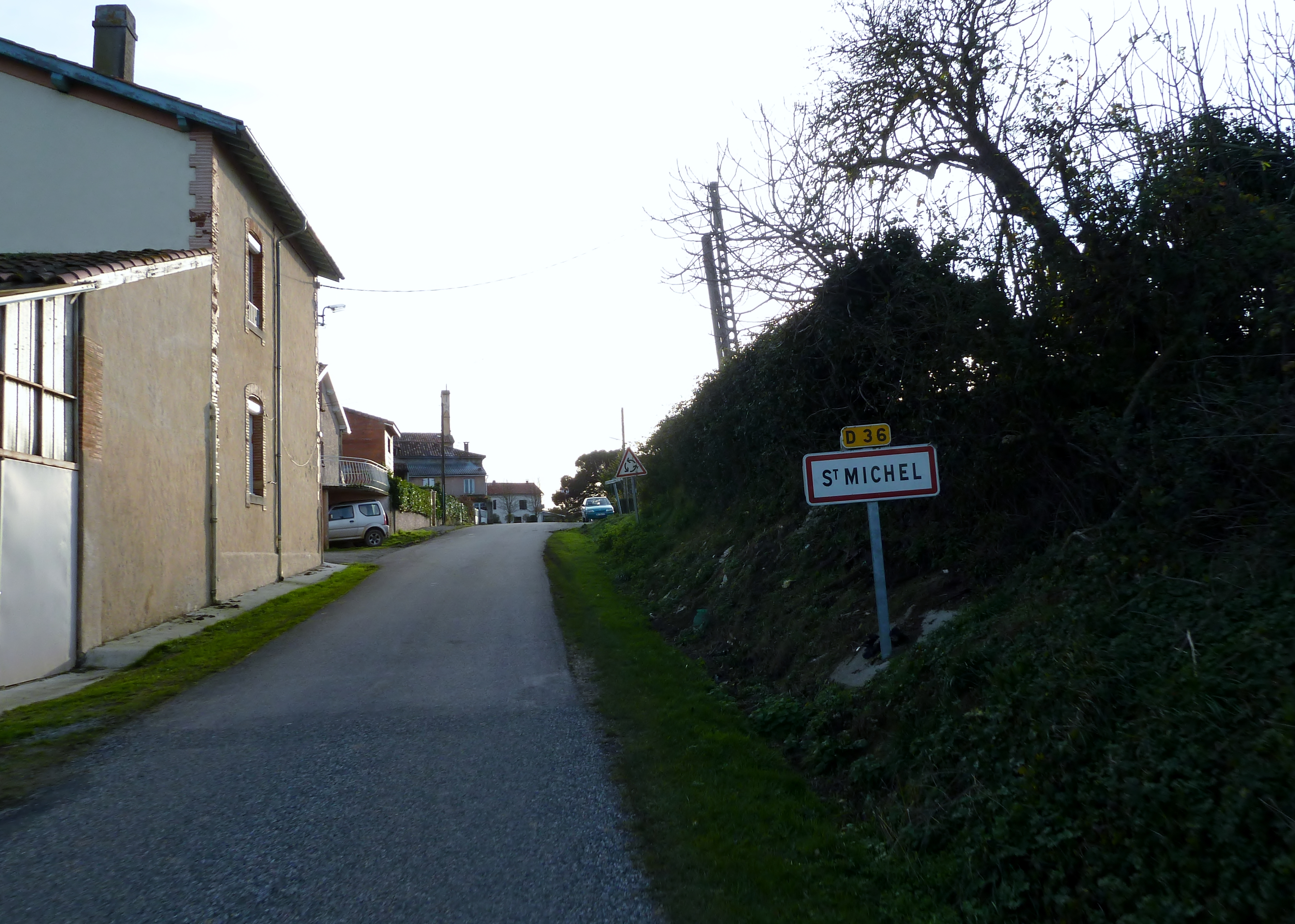
Въезд в Сен-Мишель
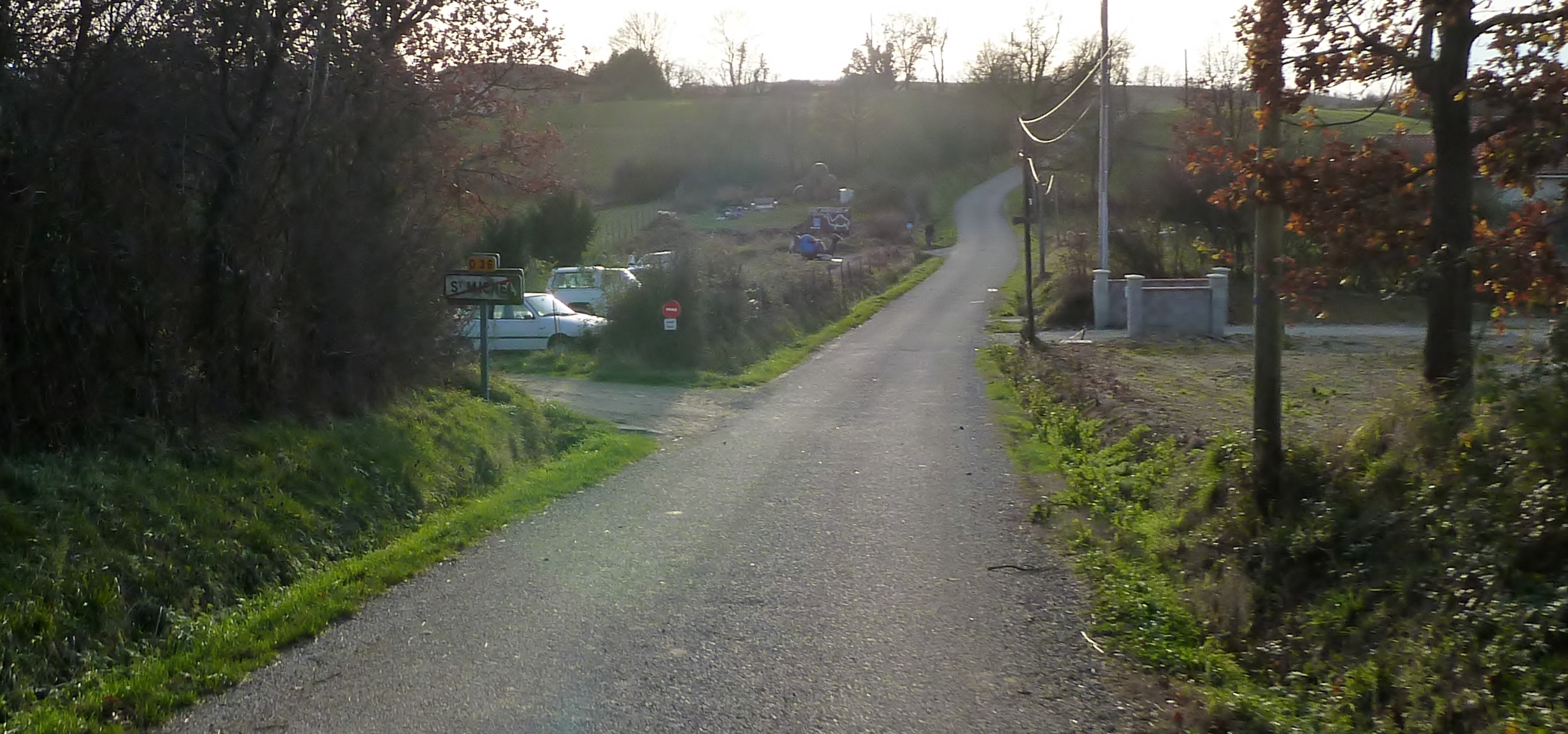
Выезд из Сен-Мишель
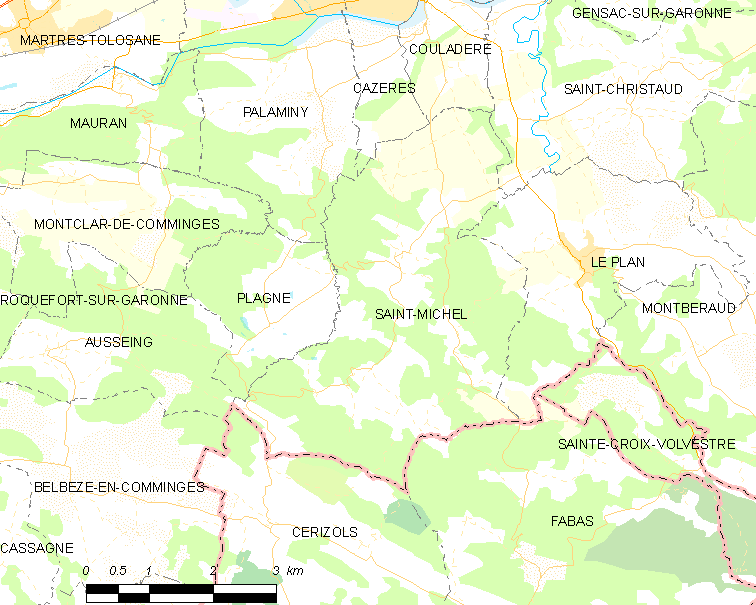
Карта коммуны